# 高能流行
高能流行或超级流行（直译：「超级 / 亢奋 / 高流行」），有时也称为泡泡糖贝斯（Bubblegum bass），是一种定义不明确的電子音樂运动和微流派，主要起源于2010年代早期的英国。它对流行音乐有着极繁主义的看法。这种微流派下的艺人通常有着流行和先锋音乐的审美，并汲取了電子、嘻哈和舞曲的元素。
高能流行的起源通常追溯到英国音乐人A·G·庫克的唱片公司和团队PC音乐以及其相关艺术家如苏菲和查莉·XCX的作品。这种音乐风格在2019年8月，Spotify使用“高能流行”作为一个播放列表的名称，加入庫克和100 gecs等艺人作品后获得了更广泛的关注。高能流行也通过社群媒體（尤其是TikTok）在青少年听众中传播，尤其在2019年新冠疫情期间它的曝光度显著提升。在“超流行”一词开始被广泛使用后，许多与之相关的艺术家拒绝了这个标签，到2020年代初，它被许多人认为是一种“死亡”的流派。

## 脚注
1. ↑  本文词语“高能”、“超级”、“超”流行并不是指该类型歌曲超级的流行而是指带有一种夸张 / 夸大的成分